# Avisio
Avisio (resp. L'Avìsio, v místních nářečích La Veisc (jazyk ladino), L'Avés (nářečí fiamazzo), L'Avìs (nář. cembrano) či Laifserbach německy) je 89,4 km dlouhá říčka (it. torrente) v Itálii, levý přítok Adiže v Autonomní provincii Trento.

## Průtok
Říčka pramení v masivu Marmolada a pokračuje údolími Fassa, Fiemme a Cembra, poté se vlévá do Adiže v městečku Lavis, asi 8 km severně od Trenta.